# 学校へ行こう! (バラエティー番組)
『学校へ行こう!』（がっこうへいこう、英名：GROOVY AFTER SCHOOL）は、1997年10月16日から2005年3月15日までTBS系列で日本時間の毎週火曜日20:00から放送されていたバラエティ番組、ドキュメントバラエティである。2005年4月19日からは『学校へ行こう!MAX』に改題し、2008年9月2日まで放送された。
その後、2015年11月3日に『学校へ行こう!2015』と題して、約7年ぶりに復活特別番組として放送された。2021年10月26日には、6年ぶりに『学校へ行こう!2021』と題して放送され、これをもって『学校へ行こう』シリーズが完結。
本稿では2017年から2020年まで年1回の特別番組として放送されていた後継企画『V6の愛なんだ』（ぶいしっくすのあいなんだ）についても記載する。

## 概要
- 合言葉は「学校を楽しくしよう」。学生たちの悩みや疑問を調査・解決という趣向で、V6メンバーが直接学校などへロケに出向いて学生や素人と様々な企画を行った[4]。
- 企画内容は主に中学生・高校生を中心とした学生や若者を応援するもので、現代の学生をとりまく環境や話題にスポットを当てつつ、個性的な学生・若者たちの姿を伝えた。強烈なキャラクターをした学生や若者が数多く登場し、「みのりかわ乙女団」などの派生企画でほぼレギュラー出演した者も居たが、番組の長期継続化につれ、次第に学校や学生とは無関係の企画も増えた。
- スタート当時はの毎週木曜日の19:00（JST）からの放送で、1999年4月に『見ればなっとく!』（一部地域はローカル番組）との枠交換により、火曜20時台に移動した。枠移動後は高視聴率を記録することが多く、全盛期には20％を越え、TBSの看板番組へと成長した。最高視聴率は2000年9月5日に記録した23.3％。
- 2004年頃からは人気企画が軒並み終了し、裏番組の日本テレビ系『踊る!さんま御殿!!』に視聴率で追い抜かれることが多くなった。この年にPTAが行った「好きな番組アンケート」においても、中学2年生の部門で首位をフジテレビ系『はねるのトびら』に明け渡すなど、人気に陰りが見え始めた。
- その結果、2005年4月19日からは『学校へ行こう!MAX』としてリニューアルされることとなった。

## 出演者
☆---『学校へ行こう!2015』にスタジオ出演。
○---『学校へ行こう!2021』に出演。

### MC
- みのもんた☆○（みのりかわ学園校長）

### レギュラー
- V6☆○ 
  - 坂本昌行
  - 長野博
  - 井ノ原快彦
  - 森田剛
  - 三宅健
  - 岡田准一
- 渡辺満里奈☆○
- つぶやきシロー（1997年10月 - 1999年3月）
- 加藤あい（1999年4月 - 2001年3月）
- ビビアン・スー（1999年10月 -2000年3月）
- 上野未来（2001年4月 - 2003年3月）
- サエコ （現・紗栄子）☆○（2003年4月 - 2005年3月）
- 夏帆☆○（2005年4月 - 2008年9月） - 後番組『学校へ行こう!MAX』より出演。

## 主なコーナー
未成年の主張（1997年12月 - 2004年5月、2015年11月3日）
当番組の看板コーナーであり、学校の屋上で生徒が思いのたけを叫び、V6メンバーのうち2人が見守る。ドラマ『未成年』を見たおちまさとが考案した。
看板コーナーという事もあり、このコーナーに登場したことがきっかけで他のコーナーが誕生したり、出演する事が多かった。
BGMにはカーペンターズ の楽曲を使用（コーナーオープニングは『Top of the World』、コーナーエンディングは『Yesterday once more』または『青春の輝き』）。ナレーションは声優の小野坂昌也。
主張する人は、基本的に中学・高校の生徒や教師、及びその家族であった。時折、際どい下ネタやテレビ放送が難しい過激な主張もあり、それを叫ぼうとした瞬間に次の人に移ってしまう演出がなされていた。毎回ラストに放送される主張は、愛の告白が定番だったが、誰かへの謝罪や感謝などの時もあった。サンタクロースを信じる女子生徒が実在を問いかける主張をしたこともある。
自己紹介の時にメンバーに女、もしくは男と言っていた生徒が主張する時に実は男、女だと言ってびっくりさせる生徒や長身の女性教育実習生と自己紹介していた教育実習生が実は小学6年生と明かしてメンバーを騙してびっくりさせられた事もあった。
芸能人版「芸能人の主張」も放送され、『ファイトTV24・やればできるさ!』では生放送でTBS旧社屋にあったTBSホールの舞台の上から主張した。
「芸能人の主張」以外にも、派生コーナーとして「ニッポン人の主張」「浪人生の主張」「17歳の主張」「夏休みの主張」等が放送され、これらの多くはクイーンズスクエア横浜や川崎ルフロン前で行われた。また、TBS系列局が無く、本番組がネットされていない福井県・秋田県において、「福井県の主張」「秋田県の主張」が放送されたことがある。
後期には、不定期で「小学生の主張」が放送されており、小学生時代の山室光史やつのだ☆ひろのはとこが出演したことがある。また、山室が出演した放送の回は「小学生の主張」が初めて放送された回でもあり、平成生まれの生徒が初めて主張した。
2015年11月3日放送の『学校へ行こう!2015』で、宇都宮市立田原中学校を舞台に復活。2000年代および21世紀生まれの生徒が初めて主張した。なお、このコーナーは特番『V6の愛なんだ』や『それSnow Manにやらせて下さい』にも引き継がれた。
体育館裏の主張（2000年5月 - 8月）
「未成年の主張」の派生コーナー。体育館の裏で誰にも言えない秘密を指定した人物に告白する。
校庭の中心で、愛をさけぶ（2004年7月 - 2005年3月）
「未成年の主張」の派生コーナー。元ネタは映画『世界の中心で、愛をさけぶ』。校庭で愛の告白など思いのたけをぶちまける。
パラパラ漫画選手権（1997年12月 - 1998年4月）
教科書やノートなどに書いたパラパラ漫画を紹介するコーナー。当初ノートに書かれていたが、大作になるにつれ教科書も使う応募者が出てきたため、視聴者からの抗議により終了。なお、後に放送された『爆笑問題のバク天!』において「パラパラ日本昔ばなし」という類似企画が放送されていた事がある。
GO森田シリーズ
風紀刑事 GO森田
ハードボイルド教師 GO森田（1998年9月 - 1998年12月）
ハードボイルド王子 GO森田IV世（1999年8月 - 11月）
ハードボイルド教師刑事 GO森田（1999年1月 - 12月）
ハードボイルド外泊刑事 GO森田（1999年12月 - 2000年3月）
サイキック教師 GO森田（2000年4月 - 2001年2月）
スタイリスト巡査 GO森田（2001年1月 - 2002年7月）
体当り戦士少年オカダ（1998年4月 - 1999年9月）→青年オカダ（2001年6月 - 9月）
ヒーローに扮した岡田が、少年少女に勇気を与えるという名目で、あらゆるものに体を張って挑戦する。岡田の扮装や登場シーンは明らかに『キカイダー01』の主人公・イチローを意識しており、タイトルバックやBGMにも『人造人間キカイダー』『キカイダー01』のBGMが使われていた。コーナーOPにナイト・レンジャーの「Don't Tell Me You Love Me」、コーナーEDにポリスの「Every Breath You Take」が使われていた。派生キャラクターとして、坂本が演じる「中年サカモト」（登場シーンのBGMは「ラジオ体操第1」）、ゲストとして出演したKinKi Kidsの堂本剛が演じる「ラブラブ戦士少年ツヨシ」が登場したこともある。尚、2010年10月から2011年3月まで『爆問パニックフェイス!』にて『少年オカダ』の類似企画が放送されていた。
どこ行くんですか?ゲーム（1999年8月 - 2003年3月、主に特番時に放送）
2人コンビで街角の人に声をかけ、その人がこれから行く場所に行き、それを繰り返しながら目的地を目指し、3チームで豪華ディナーを争う。持っている荷物の量、「これから行くところはここから近いですか?」等と、行く場所（地名・建物名）を言わせないような遠まわしな質問をする等して判断し、大丈夫だと思ったら「これから、どこ行くんですか?」と質問する（質問中に行く場所を言われてしまった場合は、強制的にそこに行かなければならない）。
目的地は東京都内や近郊が多かったが、声をかける人によっては大阪や福岡など全く違う場所に行かなければならなくなり、東京に戻るべく話しかけているとさらに遠い場所（沖縄、札幌）に行かなければならなくなり、事実上ゲームから離脱した状態になるチームもあった。中には調布飛行場に向かう人に話しかけてしまい、伊豆大島に飛ばされたケースもある。アメリカ編では岡田・井ノ原コンビが国境を超えてメキシコに飛ばされるという事態にまで発展した。あまりにも遠い場所に飛ばされた場合、都心に戻るために「駅(または空港)に行きたい」などと誘導する様な言い方をすることも少なくなかった。ゴール目前まで着いても、そこから逆戻りになることも多々あった。
派生版として「誰か行ってくれませんか?ゲーム」「食べ物しりとりゲーム」「おいくつですか?ゲーム」「何人と付き合いましたか?ゲーム」「どこいるんですか?ゲーム」「今から引越しませんか?ゲーム」「一番好きな○○（ラーメン屋、焼肉屋、温泉）はどこですか?ゲーム」「いま、会いにゆきますか?ゲーム」など多くのゲームが行われた。中でも「今から引越しませんか?ゲーム」は、街中で引越しを希望する人を探すところから始まり、その日のうちに物件探し・荷造り・新居へ荷物の移動を行い、最後に引越し蕎麦の手配まで行うという大掛かりなものだった。
3年B組金八先生 生徒役オーディション（1999年8月 - 9月）
『3年B組金八先生』（第5シリーズ）への出演を目指し、独自で生徒役を発掘するコーナー。秋元三佳は不合格だったが、後に『金八』の本オーディションで合格し不良役で出演。
コギャル最終戦争〜仁義なき戦い〜（1999年11月 - 2000年3月）
コギャル達によるクイズ対決（クイズは中学校レベルの教科書クイズ、一般常識クイズ）。家庭教師を用意してはいたものの、ほとんど雑談ばかりであり、勉強を教えることは全く無かった。後に「東京ラブストーリー」にも出演するサオリ・ミホは、珍回答を連発しつつも正解を重ねて連勝していた為「最強コギャル」の称号を得た。
コギャル最終戦争〜新仁義なき戦い〜（2000年5月 - 7月）
「最強コギャル」であったサオリ・ミホに勝利した大仏・キキが2人組のコギャルとクイズ対決するもの。サオリが家庭教師として特別参加したこともある。大仏が珍回答を連発しながらも、キキが要所で活躍を見せ、3連勝した。
厚底ジェイソン
放送当時、コギャルの間で流行していた厚底靴の底を、映画『13日の金曜日』に登場する殺人鬼・ジェイソンに扮したV6がノコギリで切り落とし、代わりに安全でおしゃれな靴をプレゼントする企画。巨大な虫取り網でコギャルを捕獲し、ストレッチャーに拘束した状態で切り落としていた。2015年にデビューした厚切りジェイソンとは無関係。
お笑いインターハイ
お笑いに自信のある学生たちが、優勝を目指してネタを披露し対決する。なお、この企画で優勝したコンビ「セールスコント」のボケ担当は、後にマヂカルラブリーのメンバーとして『M-1グランプリ』・『R-1ぐらんぷり』のチャンピオン、『キングオブコント』のファイナリストとなる野田クリスタルである。
私を大学に連れてって（2001年12月 - 2002年3月）
志望校への合格が難しい受験生3人が、大学に合格するまで特別寮に入寮する間は外界や彼女との接触を一切絶ち、「志望校に不合格だった場合は即破局」を条件として「愛の力」で合格を目指すコーナー。コーナーテーマソングは松任谷由実の『WANDERERS』。
崖っぷちダイエット寮（2002年12月 - 2003年1月）
彼氏と付き合い始めてから太った女の子3人が、出会った頃の体重に戻すダイエット企画。「私を大学に連れてって」とコンセプトが似ており、特別寮に入寮する間は外界や彼氏との接触を一切絶ち、「3ヶ月後に出会った頃の体重に戻らなかった場合は即破局」を条件として「愛の力」でダイエット成功を目指すコーナー。2週間ごとの体重測定で課題体重をクリアすれば、彼氏とガラス越しに面会が認められる。
高校生夫婦（2000年8月 - 10月）
将来を誓いあう高校生カップルを1ヶ月限定で同棲させる企画。しかし些細な事で喧嘩が絶えなかったためか、一組のカップルを見守っただけでこの企画は終了。最終的には、彼女側の専門学校進学を諦めさせたくないとして、プロポーズはなしになった。
高校生夫婦2（2000年10月 - 2002年1月）
前回の高校生夫婦を観た視聴者からのメールから始まった、新たな企画。彼女は高校生であったものの、彼氏は高校生ではなく20歳の専門学生であった。また、今回は同棲期間を3ヶ月に設定。当初は前企画同様、些細な事で喧嘩が絶えず、特に怠惰な生活態度の彼に対し、見かねた坂本が彼を呼び出し説教する場面もあった。その後、彼が一旦はクビになったバイトを新たに探し、トレードマークの長髪を短髪にするなど、生活態度、身だしなみ、考えを改めた。最終的には、彼女側の両親が即座の結婚は認めなかったものの、今後とも企画関係なしに同棲を続ける事を認め、この企画は終了になった。
ちび歌姫を探せ（2000年 - 2002年）
V6のメンバーが浜崎あゆみや華原朋美、aiko、PUFFYといった「歌姫」と呼ばれる歌手の真似をする幼稚園児「ちび歌姫」を探し、歌を披露するというコーナー。後にメンバーによる会議において、「出場したちび歌姫の5人が小学校に入学する前にCDを出そう」という言葉をきっかけにCDデビューが決まり、デビューするまでの道のりが放送された。楽曲プロデュースをピエール瀧が担当し、園児たちの要望で森田がリーダーとして参加。ユニット名は『GOタリモ&ミニカレー』、楽曲タイトルは『恋の400Mカレー』で発売された。
CD発売日である2001年12月5日には、森田はGOタリモ名義で『はなまるマーケット』内のコーナー「はなまるカフェ」に出演した。
当楽曲はオリコン最高順位4位を獲得した。
貧乏学生実態調査（2000年5月 - 7月）
その名の通り、貧乏な学生をリポートするコーナー。彼らの住む安アパートへV6が訪問する。その住まいはゴミ屋敷のごとく物であふれかえっており、異臭を放っていたり、食べられるのかどうか疑わしい食品が出てきたりした。毎回、最強貧乏学生として選ばれた者のみ部屋をリフォームし、綺麗にしてもらえる。訪問するメンバーはほぼ毎回長野、井ノ原、森田の内の2人。他には岡田が稀に参加する程度であり、三宅はわずか2回、坂本に至ってはたったの1回のみであった（コーナー初登場の際にリアクションが良かったため「レギュラー決定」とテロップが出たが、結局それが最初で最後の参加だった）。
みのさんのための若者講座
このコーナーから「モリオ実態調査」「捨てられネーゼを救え」「マザコンおしゃれカンケイ」などの派生コーナーが生まれた。
みの坂本（森田）の汚ギャルバスターズ（2002年5月 - 11月）
「みのさんのための若者講座」「貧乏学生実態調査」から派生。
「何日も風呂に入っていない」「靴下を洗っていない」「部屋がゴミだらけ」など、不潔なギャル(番組では「汚ギャル」と呼んでいる)に声をかけ、その不潔さを調査。最終的には汚ギャルの住む部屋にむかい、悪臭漂う部屋を「汚ギャルバスターズ」と呼ばれる消臭隊に消臭してもらう。
コーナーの最初と最後には『午後は○○おもいッきりテレビ』のテーマ曲が流されていた。
東京ラブストーリー（2000年6月 - 2001年2月）
放送当時ダントツの人気を誇ったコーナー。元ネタはドラマ『東京ラブストーリー』。「コギャル最終戦争」で登場したサオリ・ミホのコギャル2人組と常識人に見えて暴走しがちな永谷、語尾に「だぜ」をつけて話す坂西：通称「だぜ」、ホスト風味のナルシストで常に独特のテンションを保っている通称「マサーシー」の男性3人組（男性陣は永谷・マサーシーは東大、だぜは慶大と、当時現役の名門大学生。永谷・だぜは「コギャル最終戦争」でコギャル達の家庭教師を務めた）のギャグ系ラブストーリー。
永谷がミホに恋をしたということで、急遽新コーナーとして誕生。コンパやデートなどの企画を行い、出演者の様々なやりとりが笑いを誘った。告白タイムにて、永谷とミホが結ばれるという形で一旦終了した。
コーナー後期からは「体育館裏の主張」に登場し、そのキャラクターと体格で注目された通称「マリちゃん」が登場、だぜに積極的にアプローチしていった。
最終回で女子からのバレンタイン告白が行われたが、結局誰も付き合わなかった。その後マサーシーが東大卒業を機にドッキリ企画を行い、マサーシーがスタジオでPENICILLINの『ロマンス』を熱唱して1年間の歴史に幕を閉じた。
ドラマみたいな恋したい→ロングバケーション（2002年1月 - 2002年7月）
「東京ラブストーリー」を彷彿とさせる、恋愛ドラマ風企画のコーナー。初回と2回目は「ドラマみたいな恋したい」というコーナー名で、自称恋愛の達人である男女50名を募集した。その後アンケートやフリートークを経て男性4人、女性4人に絞り込んだ。3回目からは「ロングバケーション」となり、メンバーはマザー牧場や東京ジョイポリス、中華街などにデートに出かけた。ただのデートではなく、デート中には「観覧車から生まれる恋作戦」「パニックの中から生まれる恋作戦」などの様々な作戦がしかけられる。が、これらの作戦はことごとく失敗に終わっている。そのためメンバー達はなかなか誰も付き合わなかった。結果的に最後の回となった2002年7月2日の放送は告白タイム等も無く、通常通りの放送であり、実質このコーナーは打ち切りとなった。
『あいのり』を意識していたのか、時折同番組の名前が出てきたり、ラブワゴンを模した軍用トラック「なべまり」に乗り「あいのり風旅で生まれる恋」などとギリギリのパロディまでしていた。
「癒し系ミュージシャン」に出演していたミック入来（現ロックイリキ）やグラス石井が登場したことがある。「癒し系ミュージシャン」はすでに終了していたため、およそ1年ぶりの登場であった。
最後の2002年7月2日の放送では、滝沢秀明が登場した。
ロマンスの神様（2003年1月 - 3月）
「ロングバケーション」に続く、恋愛系企画第三弾。元ネタが広瀬香美の楽曲『ロマンスの神様』であるため、ロケ地はほとんどスキー場であった。選考で集まった20名の中から男女3名ずつを選出。その後は恋愛の誕生を見守る。しかし2回目にして女性2名が参加を拒否、急きょ新メンバーが投入されるなど、その進行は良いとは言い難かった。
最後の回では告白タイムが設けられたものの、結局カップルは成立せず、わずか3か月で全4回の放送が終了した。ただしスキー場や冬を意識していたことなどから、元々冬の季節に合わせての企画だったとも言える。
癒し系ミュージシャン（2000年4月 - 2001年3月）
人を癒すミュージシャンをゴングショー形式で発掘するコーナー。ルールは観客（OLは30人、高校生は300人）がスイッチを持ち、「この人には癒されたくない」と思ったらスイッチを押す。OLは20人、高校生は200人がスイッチを押すと強制終了となりステージが閉まる（観客が高校生になってからはガスが噴射される）。
番組自体の趣旨と異なり、当初はOLを癒していた。進行役のジャンボリー兄弟（ジャンボリー井ノ原とペンション岡田）が学生を癒さないといけないことに気づき「6回目の放送でようやく気づいたアホ兄弟」とナレーションが入った。
このコーナーでの「癒す」とは「笑わせる」という意味も含まれ、名目上はミュージシャン発掘だが、出場者はインディーズ活動していたミュージシャンや音楽ネタを使うお笑い芸人も多く、歌わずほぼ漫談であった出場者もいた。そのため、「笑わせる」という意味を含むことを知らない視聴者からは「全く癒されていない」と苦情が殺到したこともある。
OK伊東（伊藤良康）、ヒットマンブギウギバンド、ミック入来（現ロックイリキ）、山田あさ子、グラス石井（石井伸治）、山下雅史、山木智、TEAMベートーベン、炎&レノン（炎はきただにひろし、レノンは彼の元マネージャー）、ヤジャシャン&サエらが活躍。
コーナー終了に伴い『卒業』というタイトルのベストアルバムを発売した。
M-PUNK（2003年5月 - 7月）
「癒し系ミュージシャン」の派生ゴングショー企画。タイトルの「M」はメッセージの意。熱いメッセージに飢えている若者30人の前で、「Mパンカー」と呼ばれるパンク系バンドがオリジナルソングを披露する。若者たちはスイッチを持っており、「このメッセージソングには共感できない」と思ったらスイッチを押す。20人がスイッチを押すと演奏は強制終了となる。
メッセージソングとは言っても、癒し系ミュージシャンと同様に笑いを誘うようなものが多かった。出演者の中には長渕剛やTHE BLUE HEARTSを強く意識した者もいた。特に後者は『リンダリンダ』の替え歌を披露していた。
進行役はカミセンの3人であり、岡田のみがノリ気であったが、結局この企画は全部で3回しか放送されなかった。
ヴィジュアル系-1グランプリ（2000年 - 2001年）
LUNA SEAやROUAGEなどの実力派バンドが続々と活動休止や解散を発表していた当時、真のヴィジュアル系バンドを世に残そうという企画。22歳以下のヴィジュアル系バンド2組が対バンを行い、評価を競う。審査ポイントはボーカルのMC、パフォーマンス、ファンの熱狂ぶりなどであり、ジャッジはV6が行う。負けたバンドは、ファンの前でメイクを強制的に落とされる罰ゲームを受ける。当初は敗者をクレーンで池に沈めていたが、後に普通にメイクを落とす形に変わった。
対決方式はロックフェスなどで使われる特設ステージの簡易版のようなステージで行われ、観客席は王者ファンと挑戦者ファンの横半分で仕切られていた。
この企画はAdam(アダム)が連勝を収めているその最中に、何の告知も無いままに突如終了してしまった。計5回の対戦が行われたが、Adam(アダム)が全ての対戦に勝利し王座を守った。
王座獲得、連勝の活躍により、Adam(アダム)は一躍視聴者の人気を獲得。ボーカルの「スタア★アクション★百田」の「俺に惚れると火傷するぜ〜SEXY！プォォォ〜！」などと言うセクシーかつナルシズムに溢れるMCやキャラクターは、一時ゴールデンタイムを席巻した。
挑戦者としてアンチ・クランケが登場した際、リーダーの「クランケ・サン」が、スタア★アクション★百田を殴るという暴挙に出てしまい、結局アンチ・クランケが敗北した。
B-RAP HIGH SCHOOL（2002年4月 - 2004年8月）
「東京ラブストーリー」「癒し系ミュージシャン」終了後の人気コーナーの一つ。コーナー名はきうちかずひろの漫画『ビー・バップ・ハイスクール』のもじり。口上によるとBとは「Black」「Boys」「Beginner」を意味するという。表向きはラッパー発掘ゴングショー企画で、開始当初はラッパーが多く出演していたが、途中から、ほとんど有名な歌の替え歌、ダンス、なぞなぞ等多種多様なパフォーマンスがメインとなっていた。正統派ラッパーの出演者はごく少数であり、出演したとしても1度きりのことが多かった(例外はCo.慶応とRHYMAHOLIKS)。だが、基本的には誰もが出演者のパフォーマンスを楽しんでいた。
出演者達は毎回「田舎町の風景」等、さまざまなシチュエーションと「友との別れ」等のテーマのもと、オリジナルラップを披露する。しかしテーマの方はほぼ毎回無視されていた。
軟式globe、RHYMAHOLIKS（ライマホリックス）、Co.慶応、尾崎豆、MUSIA、ジョン・レノソ（現・ヒライケンジ）、チゲ&カルビ、ハミデルラヴィーン、騎士男、歌DA道子、スマイル八木沢、夏木マリ夫、アンコtheKANCREW、デーモン夕暮、ユースケ・キンタマリア、瀬川B子、クラシカオ、ハードコア、MCスワニーらが活躍。
ゲストとして、小室哲哉、ウィル・スミス、クエンティン・タランティーノ、今井絵理子、SAM、氣志團などが出演したことがある。
2年以上も続いたコーナーだったにもかかわらず、2004年8月10日放送分を最後に自然消滅という結末を迎えた。他の人気コーナーと違い、スペシャル企画もなく(最終回は総集編などではなく、通常通りの放送だった)、「癒し系ミュージシャン」のようなベストアルバムも製作されていない（ただし『学校へ行こう!2015』では人気コーナーの1つとして登場しており、主な一部出演者のその後の姿が放映された）。
みのりかわ乙女団（2001年4月 - 2002年2月）
初期のみ名称は「ツカダカラ歌劇団」。乙女的な嗜好や風貌を持つ「乙女系男子」を集めて劇団を結成、演劇を披露するというもの。オーディションも開かれた。ただしメンバーには単に分類不明な「不思議くん」的人物も含まれていた。メンバー個々の進路問題等があり（実際、コーナー途中でメンバーの3人が個人的な事情で退団）、団長の解散宣言により終了した。
MIB（Men in bed）（2001年4月 - 2001年10月）
寝起きの悪い高校生を起こすためのドッキリ企画で、ターゲットを寝かせたまま早朝から学校の近くまで移動する。ターゲットは通学途中のほかの学生のさらし者となる。コーナー名の元ネタは映画『Men in Black』。出演したV6メンバーはトニセンの3人がほとんどであり、カミセンの3人は稀に岡田が出演したものの、三宅は1度のみの出演であり、森田に至ってはこのコーナーに1度も出演していない。
みのりかわ学園 ヴォイス系声優部（2002年4月 - 5月）
声優を目指している学生を募集し、レッスンを行い声優デビューを目指す企画。有名声優が出演したり、『RAVE』のアニメ映像にアフレコをするなどのレッスンを行っていたが、特別講師として声優ではない芸能人が出演したこともあった。
星野貴紀はこの企画から見事テレビアニメ版『GetBackers-奪還屋-』の出演を果たした。当アニメのエンディングでは、当時番組内で呼ばれていた「ノッポ」というあだ名が名前の後にカッコ付きでクレジットされていた。
このコーナーは星野ら第一期生を養成したところで終了となった。
休み時間向上委員会（2003年4月 - 2005年3月）
視聴者が考えた「学校の昼休み中にできるオリジナルのゲーム」を井ノ原、長野、岡田、満里奈、サエコが教室のセット内で実際にやってみるという企画。初期や末期のみオリジナルの遊びが紹介されたが、その中の1つの「みのりかリズム4」が人気を呼び、それ以降はゲストを招いての「みのりかリズム4」一本筋で放送され、回を重ねるごとに追加ルールも視聴者から寄せられ、採用されるようになった。
しかし、罰ゲームとして行われていたデコペン（鉛筆を使ってのデコピン）を実際に行い、頭部を怪我する小学生が続出したと言う抗議が来た為、後期になってからは鉛筆にゴムキャップを被せて行うようになった。
|        | 放送日         | メンバー                                       | ゲスト                                    | ゲーム                                    |
| ------ | -------------- | ---------------------------------------------- | ----------------------------------------- | ----------------------------------------- |
| 第1章  | 2003年4月15日  | 坂本、森田、岡田、満里奈                       | 滝沢秀明                                  | ミャンマーゲーム                          |
| 第2章  | 2003年4月22日  | 坂本、井ノ原、森田、岡田、満里奈、サエコ       |                                           | 2文字しりとり                             |
| 第3章  | 2003年5月13日  | 坂本、井ノ原、森田、岡田、満里奈、サエコ       |                                           | 支笏湖ゲーム                              |
| 第4章  | 2003年5月20日  | 長野、森田、三宅、満里奈、サエコ               | ガッツ石松                                | 皆勤賞ゲーム                              |
| 第5章  | 2003年5月27日  | 長野、森田、三宅、満里奈、サエコ               |                                           | 連続指名ゲーム                            |
| 第6章  | 2003年6月24日  | 井ノ原、三宅、岡田、満里奈                     | 堂本剛、ソニン                            | 2文字しりとり、パチパチ7ゲーム            |
| 第7章  | 2003年7月1日   | 長野、森田、岡田、満里奈、サエコ               | 杉田かおる                                | リズム4                                   |
| 第8章  | 2003年7月22日  | 長野、森田、岡田、満里奈、サエコ               | 宇梶剛士                                  | みのりかリズム4                           |
| 第9章  | 2003年8月5日   | 森田、岡田、満里奈、サエコ                     | 相田翔子                                  | みのりかリズム4                           |
| 第10章 | 2003年8月19日  | 長野、三宅、満里奈、サエコ、井ノ原、みのもんた | 二宮和也、的場浩司                        | みのりかリズム4、中臣鎌足ゲーム           |
| 第11章 | 2003年9月2日   | 長野、森田、岡田、満里奈、サエコ               | 蝶野正洋                                  | みのりかリズム4                           |
| 第12章 | 2003年9月9日   | 井ノ原、三宅、満里奈、サエコ                   | 三原じゅん子                              | みのりかリズム4                           |
| 第13章 | 2003年9月30日  | 長野、三宅、満里奈、サエコ                     | ガレッジセール、泉ピン子                  | みのりかリズム8、地球儀ゲーム             |
| 第14章 | 2003年10月14日 | 井ノ原、岡田、満里奈、サエコ                   | 大仁田厚、上島竜兵                        | みのりかリズム4                           |
| 第15章 | 2003年11月4日  | 森田、岡田、満里奈、サエコ                     | 萩原流行                                  | みのりかリズム4                           |
| 第16章 | 2003年11月11日 | 長野、森田、満里奈、サエコ                     | 北陽                                      | みのりかリズム4                           |
| 第17章 | 2003年11月18日 | 坂本、森田、岡田、満里奈、サエコ               | 磯野貴理子                                | みのりかリズム4、1週間ゲーム              |
| 第18章 | 2003年12月9日  | 森田、三宅、満里奈、サエコ、みのもんた         |                                           | パプアニューギニアゲーム、1週間ゲーム     |
| 第19章 | 2003年12月23日 | 井ノ原、岡田、満里奈                           | ソニン、パパイヤ鈴木、 真矢、ふかわりょう | リズム王No.1決定戦                        |
| 第20章 | 2004年1月20日  | 森田、三宅、満里奈、サエコ                     | 山下智久、江角マキコ                      | 静岡ゲーム、1週間ゲーム                   |
| 第21章 | 2004年2月3日   | 坂本、井ノ原、森田、満里奈、サエコ             | ドランクドラゴン                          | みのりかリズム4、なりきりDJゲーム         |
| 第22章 | 2004年3月2日   | 森田、岡田、満里奈、サエコ                     | フットボールアワー                        | みのりかリズム4、なりきりDJゲーム         |
| 第23章 | 2004年3月16日  | 井ノ原、三宅、満里奈、サエコ                   | 加藤あい                                  | みのりかリズム4、なりきりDJゲーム         |
| 第24章 | 2004年5月4日   | 井ノ原、森田、満里奈、サエコ                   | 品川庄司                                  | みのりかリズム4、なりきりDJゲーム         |
| 第25章 | 2004年5月11日  | 長野、岡田、満里奈、サエコ                     | ガレッジセール                            | みのりかリズム4、なりきりDJゲーム         |
| 第26章 | 2004年6月22日  | 三宅、岡田、満里奈、サエコ                     | おぎやはぎ                                | みのりかリズム4、なりきりDJゲーム         |
| 第27章 | 2004年8月10日  | 井ノ原、森田、満里奈、サエコ                   | 滝沢秀明                                  | みのりかリズム4、シンクロナイスポージング |
| 第28章 | 2004年9月7日   | 井ノ原、岡田、サエコ                           | ドランクドラゴン                          | 三色ゲーム、マジック同好会                |
| 第29章 | 2004年10月19日 | 長野、岡田、満里奈、サエコ                     | ドランクドラゴン                          | みのりかリズム4、シンクロナイスポージング |
| 第30章 | 2004年11月16日 | 坂本、森田、満里奈、サエコ                     | 原口あきまさ、はなわ                      | ちょうちんゲーム、マジック同好会          |
| 第31章 | 2005年3月1日   | 三宅、岡田、満里奈、サエコ                     | ドランクドラゴン                          | みのりかリズム4、三色ゲーム               |

親子ナイトフィーバー（2003年9月 - 2004年1月）
参観日ファッションチェック（2003年12月 - 2004年10月）
母親の授業参観時の服装をドン小西がチェックするコーナー。ここでチェックするのはただの服装ではなく、派手すぎたり学校という場にそぐわないものであり、応募してきた学生は、母親によって恥ずかしい思いをした者ばかりである。母親には実際にその時の服装をしてきてもらい、中でも最もまずいものをドン小西が理想的な服装に改める。
トニ線流し（2004年2月 - 2005年3月）
井ノ原が高校で学び直す様子を追ったドキュメント企画。企画名はドラマ『白線流し』と、井ノ原が所属するユニット20th Centuryの通称「トニセン」を掛け合わせたもの。
ヴァンパイアカジノ（2004年7月 - 11月）
ニセ番組の収録で呼び出された4組の芸能人の血液型を、それぞれの行動を分析して当てる企画。「間違った注文」「失礼なスタッフ」などのシチュエーションにおける対応や、「みかんのむき方」などの日常動作などから血液型を推理する。解答は主にV6が2チームに分かれて行うが、そのうちの1チームはゲストや番組レギュラーと組んでいた。
マナーの猫（2004年8月 - 11月）
佐藤B作が司会進行。V6らがマナーを勉強し「猫」と呼ばれるマナー専門の品評員がチェックする。コーナー名の元ネタは『マネーの虎』。ナレーションは本家と同じく石川英郎。
クラブパイレーツ（2005年1月 - 3月）
「海賊版ミュージシャン」がモノマネを披露。男闘呼組の海賊版・オオカミ少年や井上陽水の海賊版・カナリア安達、CHEMISTRYの海賊版・ダブルネーム、氷室京介の海賊版・360°モンキーズ、長州力の海賊版・長州小力（当時は無名だった）等、お笑い芸人が出場。
芸能人教師王
芸能人が高校で授業を行い、生徒からの投票で「教師王」を決める企画。コーナーのオープニング部分では、長野が『3年B組金八先生』に出演していたときの映像（当時15歳）が流れた。
みんなのカタカーナ
日常で使うカタカナの意味を楽しく勉強するという趣旨の企画で、進行役のカラスのカーナ（声・金成公信）が森田と岡田にクイズ形式で出題する。間違えると、カーナと「カラパラ隊」と呼ばれる5羽のカラスに『MADE IN JAPAN』のサビ部分の替え歌で茶化される。しかし、企画内容がフジテレビ系『めちゃ×2イケてるッ!』で行われていた企画と酷似しており、TBS局内で問題になった事を理由にわずか4回で終了。
流行知ったか部

## 学校へ行こう!MAX
『学校へ行こう!MAX』は『学校へ行こう!』をリニューアルした番組。2005年4月19日放送開始。
2008年9月2日放送の2時間スペシャル『学校へ行こう!MAX 11年ありがとう!大卒業式スペシャル!』をもって「学校へ行こう!」時代を含め11年の歴史に幕を下ろした。

## 学校へ行こう!2015
2015年11月3日の19:00 - 21:48に放送。V6のデビュー20周年を記念して放送された、一夜限りの復活スペシャル。
レギュラー放送終了から7年が経過し、あれから今の学校がどう変わったかを調べるため、「みの宮金次郎」（声・金成公信）の指令の下、6人がアレセイア湘南中学校・高等学校（神奈川県茅ヶ崎市）、蒲田女子高等学校（東京都大田区）、成立学園中学校・高等学校（東京都北区）、宇都宮市立田原中学校（栃木県宇都宮市）の4校を訪問。最後に訪れた宇都宮市立田原中学校では、初期から長年放送されていた名物企画「未成年の主張」も行われた。
そのほかにも、MAX時代を含む番組名場面や名物キャラクター、出演者達のその後も紹介された。
番組の最後にはデビュー20周年のプレゼントとして、キャスト、スタッフ、名物出演者、参加した学校の生徒達によるダンス映像を使用した番組オリジナルの『愛なんだ』のミュージックビデオが披露され、V6を祝福した。
平均視聴率は17.8%で、瞬間最高視聴率は『愛なんだ』披露後三宅が涙したシーンで22.1%だった（視聴率は関東地区、ビデオリサーチ調べ）。

## V6の愛なんだ
V6と『学校へ行こう!』のスタッフが『学校へ行こう!2015』以来2年ぶりに再集結して制作された特番であり、「学校へ行こう!」の事実上の後継番組。2017年以降、8 - 9月頃（2020年は11月）に年1回のペースで制作されている。番組タイトルはV6の5枚目のシングル『愛なんだ』が由来であり、番組のテーマ曲にもなっている。全4回。
『学校へ行こう!』出演者のみの、渡辺、紗栄子、夏帆は出演していない。

### V6の愛なんだ2017 史上最高の夏まつり!
2017年8月30日の19:00 - 21:54に放送。神奈川県横浜市内の野外会場に特設ステージを設置して、収録が行われた。

#### 放送内容
- 2017夏の学校めぐり - V6が「この夏最高の思い出作り」を応援するため、4校を訪問。
  - V6と体育祭で盛り上がりたい!：文化学園大学杉並中学校・高等学校（東京都杉並区）[注釈 6]
  - V6に特別授業をしてほしい!：神奈川県立元石川高等学校（横浜市）
  - V6にミュージカル部をPRしてほしい!：千葉県立千葉女子高等学校（千葉市）
  - V6と屋上から告白するやつやりたい!：八街市立八街南中学校（千葉県八街市）
- 岡山男子校・女子校 夢の交換留学：明浄学院高等学校（大阪府阿倍野区）、関西高等学校（岡山県市）
- 島の子どもたちがTOKYO修学旅行!：手々小中学校（鹿児島県徳之島）
- 愛なんだ2017プロジェクト - V6の楽曲『愛なんだ』のワンコーラス部分を使用した学生によるパフォーマンス動画を募集し、最終選考に残った作品をV6が審査。優秀作品に選ばれた学生らが会場でV6と共にパフォーマンスを行った。

### V6の愛なんだ2018
2018年9月24日の19:00 - 22:00に放送。前年に行われた野外会場での収録ではなく、TBS放送センタースタジオでの収録となり、スタジオはV6のみの出演であった。平均視聴率は10.3%（視聴率は関東地区、ビデオリサーチ調べ）。

#### 放送内容
- 未成年の主張全国大会2018 - 守谷市立愛宕中学校（茨城県守谷市）、柴田女子高等学校（青森県弘前市）、久留米市立南筑高等学校（福岡県久留米市）、高知学芸中学校・高等学校（高知県高知市）、聖光学院中学校・高等学校（神奈川県横浜市）、大阪高等学校（大阪府大阪市）、奈良県立高取国際高等学校（高取郡高取町）、北見市立北中学校（北海道北見市）の9校で開催。
- V6の学校めぐり!2018 - 前年同様、V6が4校を訪問。オープニングや移動中の車内には「金次郎」[注釈 9]が登場した。
  - 体育祭の開会宣言：駿台甲府高等学校（山梨県甲府市）
  - V6の特別授業：諏訪実業高等学校（長野県諏訪市）
  - コギャル変身ショー：長野清泉女学院中学校・高等学校（長野県長野市）
  - 閉校生の主張：熊本県立多良木高等学校（熊本県球磨郡多良木町）
- レディー・ガガに憧れる学生 V6森田とベネチアへ! 快挙達成までの48時間 - 「未成年の主張全国大会2018」で「レディー・ガガに会って英語でインタビューをしたい」という主張をした大阪高等学校の男子生徒のために、第75回ヴェネツィア国際映画祭に出演するレディー・ガガにアポ無しでインタビューを行うロケを敢行。

### V6の愛なんだ2019
2019年9月23日の20:00 - 22:57に放送。スタジオゲストは波瑠、霜降り明星。学生たちのひたむきさにV6が真剣に向き合い寄り添う姿が高く評価され、放送批評懇談会が選定する「ギャラクシー賞 2019年9月度月間賞」を受賞した。

#### 放送内容
- 日本全国2万人の学生に聞いた! あなたの周りでウワサの凄い学生大調査
- 未成年の主張2019：矢板市立矢板中学校（栃木県矢板市）
- ウワサの学生の元へ 出張!お助けV6
  - 芸人志望の中学生がお笑い修行（ロケ出演：森田、三宅、霜降り明星）
  - 密着1か月!岡田が本気を見せた… 部活存続をかけアクション映画製作（ロケ出演：岡田、三宅）: 朋優学院高等学校アトラクション部（東京都品川区）
  - ANA＆JAL奇跡の全面協力 飛行機学生が長野MC珍クイズ挑戦（ロケ出演：長野、山本里菜TBSアナウンサー、カンニング竹山）
- 3600人 101クラス 日本一生徒が多い高校でウワサの学生探し（ロケ出演：V6）: 作新学院高等学校（栃木県宇都宮市）
- 天才&奇才が集まる謎の学校 V6仰天!尾瀬アベンジャーズとは!?（ロケ出演：坂本、井ノ原）：群馬県立尾瀬高等学校自然環境科（沼田市利根町）

### V6の愛なんだ2020
2020年11月3日19:00 - 22:00に放送。スタジオゲストは飯豊まりえ、小峠英二（バイきんぐ）、道枝駿佑（なにわ男子/関西ジャニーズJr.）。「青春を止めるな!」をテーマに、新型コロナウイルス感染拡大の影響で大会や文化祭が中止になるなど、活動や発表の場を失った学生を応援する企画を中心に構成。『愛なんだ』シリーズの最終回。
感染防止のため、ロケに同行するメンバーや学生、教師はマスクやフェイスシールドを着用して出演。「未成年の主張2020」では校庭で見守る生徒や教師の人数を減らし、同行するメンバーも、通常は6人全員が出演するところを半分の3人で進行された。
番組の最後には、「青春パフォーマンスリレー」に出演した6校の部員たちが『愛なんだ』を使用したパフォーマンスを行った映像が披露され、V6のデビュー25周年を祝福した。

#### 放送内容
- 生徒120人が仕掛け人! お世話になった先生にサプライズ大作戦（ロケ出演：長野、三宅、岡田）：南足柄市立岡本中学校3年生（神奈川県南足柄市）
- 青春を止めるな! ピタゴラ祭（ロケ出演：坂本、三宅）：神奈川県立神奈川工業高等学校（横浜市）
- 未成年の主張2020（ロケ出演：坂本、井ノ原、森田）：壬生町立南犬飼中学校（栃木県下都賀郡壬生町）
- センパイありがとう 2年生がおくる最高の引退試合（ロケ出演：V6、杉山真也TBSアナウンサー、中村紀洋、小峠英二、森本稀哲）：光明学園 相模原高等学校女子ソフトボール部、応援部、吹奏楽部（神奈川県相模原市）
- 青春パフォーマンスリレー - 新型コロナウイルス感染拡大の影響で活動の場を失った6校の部活動を中継で繋げ、リレー形式で合同パフォーマンスを行う。パフォーマンスにはV6も参加し、6人それぞれが部員たちと一緒にパフォーマンスを披露した。
  - 坂本：国本女子中学校・高等学校吹奏楽部（東京都世田谷区）
  - 長野：関東学院高等学校マーチングバンド部（神奈川県横浜市）
  - 井ノ原：神奈川県立相模原中等教育学校クラシックギター部（相模原市）
  - 森田：関東第一高等学校ダブルダッチ部（東京都江戸川区）
  - 三宅：武蔵越生高等学校和太鼓部（埼玉県入間郡越生町）
  - 岡田：筑波大学附属駒場中学校・高等学校ジャグリング同好会「筑駒Jugglers」（東京都世田谷区）

## 学校へ行こう!2021
V6のデビュー26周年を記念して、2021年10月26日の19:00 - 22:00に生放送。ロケ企画を中心に、『未成年の主張』など名物コーナーの傑作選も放送された。またV6は、放送から6日後でデビュー日の11月1日をもって解散したため、この放送をもって1997年10月から始まった『学校へ行こう』シリーズが完結。24年にわたるシリーズの歴史に幕を降ろした。
V6以外の歴代レギュラー陣からは渡辺、紗栄子、夏帆の3名がスタジオに出演。レギュラー版のMCだったみのは『未成年の主張2021』でVTR出演した。

### 放送内容
- V6 6人旅 - 栃木県那須郡那須町・日光市を巡るロケ企画。オープニングには「みの宮金次郎」（声：千葉公平[注釈 11]）が出演。
  - NASU FARM VILLAGE（ゲスト：紗栄子、パークマンサー） - 紗栄子とともに「リズム4ゲーム」を行う。敗者への罰ゲームとして「B-RAP HIGH SCHOOL」から軟式globeのパークマンサーが出演した（相方のKOIKEは音源で出演）。
  - 那須ワールドモンキーパーク（ゲスト：チゲ、デーモン夕暮、チビあゆ）- 「B-RAP HIGH SCHOOL」からチゲ&カルビのチゲ、デーモン夕暮が、「ちび歌姫を探せ」からチビあゆが出演。
  - りんどう湖ファミリー牧場（ゲスト：ハミデルラヴィーン、MUSIA、サオリ、だぜ、マサーシー、永谷） - 「B-RAP HIGH SCHOOL」からハミデルラヴィーン、MUSIAが、「東京ラブストーリー」からサオリ、だぜ、マサーシー、永谷が出演。
  - 中禅寺湖（ゲスト：尾崎豆） - 「B-RAP HIGH SCHOOL」から尾崎豆が出演。
- 聞いてよV6!
  - リフティング2回のフットサル部員（ロケ出演：長野、森田、十文字幻斎）：正則学園高等学校フットサル部（東京都千代田区）
  - 学生手作りの超巨大ジェンガで対決!（ロケ出演：坂本、三宅、伊藤隆佑TBSアナウンサー）：東京都立多摩工業高等学校ハンドメイド部（福生市）
  - 閉校間近の学校で思い出廃品ボート対決（ロケ出演：井ノ原、岡田、杉山真也TBSアナウンサー）：神奈川県立相模原総合高等学校（相模原市緑区）
- 未成年の主張2021（ロケ出演：V6、みのもんた）：国分寺市立第一中学校（東京都国分寺市）

## 備考
- スペシャル版の時は、三宅がレギュラー出演していた日本テレビ系『伊東家の食卓』と放送時間が重複することがよくあった。
- 火曜移行後の初回放送には、後枠番組『ガチンコ!』の宣伝でTOKIOのメンバーが番組の最後に出演した。
- 日本PTA全国協議会の「子供の好きな番組」1位にランクインしたこともあったが、後に番組のテーマに相応しくない下ネタ発言や過激なコーナーが放送された時期があった事から一時「子供に見せたくない番組」にランクインすることがあった[注釈 12]。見せたくない番組へは、後番組の『学校へ行こう!MAX』で内容を改めた事でランクインしなくなった。

## テーマソング

### エンディングテーマ
- V6「GENERATION GAP」（1997年11月〜1998年4月）
- V6「翼になれ」（1998年5月〜9月）
- V6「EASY SHOW TIME」（1998年10月〜1999年3月）
- V6「自由であるために」（1999年4月〜10月）
- Marsa Sakamoto「You'll Be in My Heart」（1999年11月〜12月）
- V6「Life goes on」（1999年12月〜2000年5月）
- V6「翼の設計図」（2000年6月〜11月）
- V6「愛のMelody」（2000年12月〜2001年3月）
- V6「Hello」（2001年4月〜9月）
- GOタリモ&ミニカレー「恋の400Mカレー」（2001年10月〜2002年3月）
- V6「GOOD ENOUGH」（2002年4月〜8月）
- V6「やっぱ、シンプル。」（2002年9月〜2003年3月）
- V6「強くなれ」（2003年4月〜7月）
- V6「Hard Luck Hero」（2003年8月〜12月）
- V6「ありがとうのうた」（2004年1月〜2005年3月）

### 挿入歌
- V6「Remember」

## スタッフ
- 構成：おちまさと、都築浩、すずきB、村上卓史、樋口卓治、渡辺勝彦、だいもん孝之、堀田延、藤谷弥生、木野聡、藤井輝久、三俣麻弥(マーヤ)、石津聡／高橋秀樹
- ナレーター：中江真司、小野坂昌也、鳥井美沙、寺瀬今日子、石川英郎（マナーの猫）、奥田民義（リニューアル後の『学校へ行こう!MAX』も担当している）
- 協力：東通、青二プロダクション
- デザイン：三須明子、西條貴子
- 音響：幾代学、杉山典子
- ディレクター：高橋智大、石黒光典、有馬巨人、丸山仁、田口健介、堤俊博、松木大輔、山中健洋、鮫島治子、呉亘治、和田英智
- チーフディレクター：宮尾毅、藤田賢城（以前はディレクター）
- 総合演出：江藤俊久（以前はディレクター→チーフディレクター）
- プロデューサー：戸髙正啓
- 協力：ジャニーズ事務所
- 制作：TBSテレビ（旧・TBSエンタテインメント）

過去のスタッフ
- 技術プロデューサー：杉田謙二
- 美術制作：橘野永
- ディレクター：安田淳、廣友忠伸、浦恵一、藤岡繁樹、平田さおり、岡村勝久、土井聡司、山崎典昭、石丸彰彦、藤原麻知、高橋正尚、大谷裕
- チーフディレクター：小笠原知宏→刀根鉄太（刀根→以前はディレクター）
- プロデューサー→チーフプロデューサー：渡辺香
- プロデューサー：田代秀樹
- 総合演出→プロデューサー→チーフプロデューサー:合田隆信

### 2015年復活版
- 構成：都築浩、樋口卓治、村上卓史、石津聡、片岡章博
- ナレーター：鳥井美沙、小野坂昌也／奥田民義
- 金次郎：金成公信
- TM：丹野至之
- TD：藤田栄治
- カメラ：中島文章
- VE：野上正樹
- 音声：石堂遼子
- 照明：加藤美和子
- 美術プロデューサー：中西忠司
- 美術デザイン：鈴木直人
- 美術制作：鈴木康裕、半田裕記
- 装置：相良比佐夫
- 操作：牧ヶ谷純二
- 電飾：田谷尚教
- アクリル装飾：渡邊卓也
- 特殊美術：白鳥保夫
- 特殊効果：星野達哉
- 衣装：原口恵里
- 持道具：安岡京子
- CGデザイン：岩屋朝仁
- メイク：惣門亜希子、古屋明子
- スタイリスト：御法川靖子、御法川なみ、五十嵐孝智
- ロケ技術：スウィッシュ・ジャパン
- 編集：野口善弘、北原直樹
- MA：並木丈治
- 音効：幾代学
- TK：飛田亜也
- デスク：渡辺香織
- 公開放送：松元裕二
- 編成：辻有一
- 宣伝：川鍋昌彦、小林恵美子
- 協力：ジャニーズ事務所
- 制作協力：BERMUDA
- リサーチ：井上早代、近未来
- AD：広重衣織、小林佑輔、山本敦美、伊東春香、林美和子、曲田夢花、布施治香、荻野絵梨、長谷川和音
- AP：荒井美妃、古川亜希子
- ディレクター：戸田悠貴、秋津貴宣、岩永紗代美、大谷裕、森田敦士、及川慶
- 制作進行：馬場哉
- 協力プロデューサー：平田さおり、藤田賢城（BERMUDA）
- 演出：有馬巨人（BERMUDA）
- プロデューサー：金原将公
- 総合演出：江藤俊久
- 制作統括：合田隆信
- 製作著作：TBS

### 2021年復活版
- ナレーター：服部潤、鳥井美沙
- 金次郎：千葉公平
- 構成：大井洋一 / 片岡章博、デーブ八坂、永井ふわふわ、片岡正徳、坂本龍二
- リサーチ：トロリー、フォーミュレーション
- TM：鈴木博之
- TD：中村年正
- VE：木野内洋
- カメラ：端坂嘉寛
- 音声：宇野仁美
- 照明：加藤美和子
- 編集：高山正幸、岩田佳己
- CG：榛葉大介
- MA：並木丈治、諸井明彦
- 音効：西方裕弥 / 幾代学、沢井隆志
- 技術協力：スウィッシュ・ジャパン、TBS ACT、Revision株式会社、SAIKON、IN DESIGN
- 美術プロデューサー：澁谷政史
- デザイン：金子靖明
- 美術制作：海老原修一、半田裕記
- 装置：石原隆
- 操作：今野貴司
- 電飾：森田光俊
- アクリル装飾：森美男
- 特殊効果：星野達哉
- 衣裳：原口恵里
- 持道具：佐藤由莉加
- メイク：惣門亜希子、TAKAI、浅野有紀、松本未央、池田マユミ、長沼佐枝子、久米千秋
- スタイリスト：菱沼將人、佐藤純名
- デスク：渡辺香織
- TK：飛田亜也
- 協力：ジャニーズ事務所
- 編成：寺田淳史
- 公開放送：松元裕二、中恒雄稀
- 宣伝：小林恵美子、多賀名千尋
- AD：中武美緒、伊東温佳、山下雄司、高嶋美紀、伊庭智美、中岡恵、小原未来、山本波奈、小倉早貴、石田理佳 / 山下壱晟、三輪こころ、瀬川真央、藤澤花梨、瀧本真史、田川さくら
- 制作進行：中武絵利、広重衣織
- AP：向恵利香、堀田光里 / 井上早代、吉田弓恵、宮内史絵
- ディレクター：和田英智、及川慶、戸田悠貴、池田哲也、岩永紗代美、村中良輔、秋津貴宣、大馬渡伸、楠田健太、本田哲也、武部礼、丹野絵梨香 / 角田瞬、瀬津巧、鈴木良尚、伊東春香、新垣夏貴、野口眞嗣
- 制作協力：BERMUDA
- 総合演出：田村裕之
- 担当プロデューサー：藤田賢城、荒井美妃
- エグゼクティブプロデューサー：江藤俊久
- 制作プロデューサー：石黒光典
- 制作：TBSテレビコンテンツ制作局制作2部
- 製作著作：TBS

### V6の愛なんだ

#### 2020年
- ナレーション：服部潤、鳥井美沙（共に2018年-）/ 田中沙耶（2020年）
- 構成：大井洋一 / 飯塚大悟、デーブ八坂、永井ふわふわ、片岡章博、片岡正徳（片岡→2017年-、大井→2017,2020年、飯塚→2019年-、デーブ・永井・片岡正→2020年）
- リサーチ：トロリー（2018年-）、ワンバイワンプラス（2020年）
- TM：山下直（2017年-）
- TD：中村年正（2018年-）
- VE：木野内洋（2020年）
- カメラ：間島啓輔（2020年）
- 音声：浜崎健（2018,2020年）
- 照明：渋谷康治（2017年-）
- 編集：甲斐伸吾、岩田佳己（共に2020年）
- MA：並木丈治（2017年-）
- 音効：西方裕弥（2017年-）
- CG：前川恭平（2017年-）
- 写真：アフロ（2018,2020年）
- ロケ技術：スウィッシュ・ジャパン（2017年-）、TBSテックス（2018年-）、東通（2020年）
- 美術プロデューサー：澁谷政史（2020年）
- デザイン：金子靖明（2017年-）
- 美術制作：半田裕記（2017年-）、海老原修一（2018年-）
- 装置：石原隆（2017,2018,2020年）
- 操作：今野貴司（2020年）
- 電飾：森田光俊（2020年、2019年は光男名義）
- アクリル装飾：森美男（2019年-）
- メイク：惣門亜希子（2018年-）[V6担当]、馬場景子（2020年）[ゲスト担当]
- スタイリスト：菱沼將人（2019年）
- 衣裳：原口恵里（2017,2020年）、森つねお（2020年）
- 協力：ジャニーズ事務所（2017年-）
- 編成：寺田淳史（2020年）、松本友香（2019年-）
- 公開放送：松元裕二（2018年-）、中恒雄稀（2020年）
- 宣伝：川鍋昌彦、小林恵美子（共に2017年-）、豊泉真由（2020年）
- デスク：渡辺香織（2017年-）
- TK：飛田亜也（2018年-、2017年は飛田姉妹名義）
- 制作協力：BERMUDA（2017年-）
- AD：畠山彩月、中武美緒、山下壱晟、三輪こころ、瀬川真央、大塚将徳、藤田宙実、伊庭智美/丹野絵梨香、遠嶋明日美（畠山・丹野→2018年-、遠嶋→2019年-、中武・山下・三輪・大塚・藤田・伊庭→2020年）
- 制作進行：中武絵利（2017年-）、広重衣織（2019年-、2017,2018年はAD）
- AP：荒井美妃（2017年-）、向恵利香（2020年、2019年は制作進行）、堀田光里（2020年）
- ディレクター：戸田悠貴、池田哲也、岩永紗代美、大馬渡伸、瀬津巧、楠田健太、本田哲也/堤俊博、及川慶、村中良輔、秋津貴宣、伊東春香/新垣夏貴、貝瀬鉄矢、小川真人（堤・戸田→2018年は演出、戸田→2017,2019年-、岩永・及川・秋津→2017年-、大馬渡・伊東・新垣→2018年-、新垣→2017年はAD、瀬津・本田・村中→2019年-、池田・楠田・貝瀬・小川→2020年）
- 制作プロデューサー：藤田賢城（2020年、2017,2018年は協力プロデューサー、2019年はプロデューサー）
- エグゼクティブプロデューサー：江藤俊久（2020年、2017-2019年は総合演出）
- 総合演出：田村裕之（2020年）
- チーフプロデューサー：石黒光典（2020年、2017,2018年は協力プロデューサー、2019年はMP）
- 制作：TBSテレビコンテンツ制作局制作2部
- 製作著作：TBS

#### 過去のスタッフ
- ナレーション：杉本るみ、山崎岳彦（共に2017年）
- 構成：都築浩、樋口卓治（共に2017,2018年）、寺田智和（2017年）、石津聡、加藤淳一郎（共に2018,2019年）、興津豪乃、谷口雅人（共に2019年）
- リサーチ：安念高志、晨原大輔（共に2018年）、西田信昌、佐藤充（共に2018,2019年）
- クイズ協力：杉江弘（2019年）
- TD：山田賢司（2017年）
- VE：菅沼智博（2017年）、姫野雅美（2018年）、生田史織（2019年）
- カメラ：小笠原朋樹（2017年）、藤田栄治（2018年）、遠藤貴史（2019年）
- 音声：相馬敦（2017,2019年）
- 編集：北原直樹、高山正幸（共に2017,2018年）、高橋雄人、大岡愛（共に2019年）
- CG：ヌーベルアージュ（2019年）
- 美術プロデューサー：中西忠司（2017-2019年）
- デザイン：寒友哉（2017年）
- 装置：金丸真士（2017年）、本間昌弘（2019年）
- 操作：石川清大（2018年）、新木大介（2019年）
- 電飾：西田和正、渡辺竜明（共に2017年）、森田光俊（2018年）
- 造花装飾：菊地達矢（2017年）、村佳子（2018年）
- 特殊効果：星野達哉（2017年）
- ロケ美術：金子修一（2017年）
- 持道具：下岸美香（2017年）
- スタイリスト：五十嵐孝智（2017,2018年）
- 編成：辻有一（2017年）、中島啓介（2018年）、加藤丈博（2018,2019年）
- 宣伝：伊藤隆大（2019年）
- 制作協力：クリエイティブ30（2019年）
- 協力プロデューサー：森亜希子（2019年）
- MP：中川通成（2017年）
- AD：布施治香、吉田賢人、石井寿樹、神田幸絵、丹野碧、中野瑞保（共に2017年）、吉田朋之（2017,2018年）、丸尾優一（2017-2019年）、谷掛隼大、西田有那、河野昌美（共に2018年）、松林大輝（2018,2019年）、高見良、古謝夕里、河田紗香、伊藤渚、柴入美咲、樋口翔太、岡崎里香（共に2019年）
- AP：宮内史絵、奥田照美（共に2017年）
- ディレクター：和田英智、妹尾篤志、塩谷泰孝、今村光宏、土屋佳弘（共に2017年）、大谷裕、平田恭崇（共に2017,2018年）、小林恵美、重原将司、森田敦士/有馬巨人（共に2018年、有馬→2017年は演出）、野間夕里（2018,2019年、2017年はAD）、守屋茂員、奥野祐士、中山暢浩、白井秀和、柴田真嗣、寺尾康佑、野口眞嗣（共に2019年）
- 演出：髙田脩（2019年）
- ステージ演出：井上整、時松隆吉（共に2017年）
- プロデューサー：金原将公（2017-2019年）
- 制作統括：合田隆信（2017年）

アオリスト THE MOVIE - 『V6の愛なんだ2019』で製作された、朋優学院高等学校アトラクション部によるアクションVTR。
- 監督：岡本伸吾（TBSドラマ制作部）
- アクション監督：下村勇二
- 監督助手：川井隼人、唐澤弦志
- 制作担当：喜多智彦
- アクションスタッフ：内ヶ崎ツトム
- アクション協力：ユーデンフレームワークス
- TM：近藤明人
- 撮影：寺田将人
- VE：古市修文
- 照明：岡﨑藍未
- 音声：仲山一也
- 記録：松田理紗子
- 編集：森本大輔
- MA：深澤慎也
- 選曲音効：稲川壮
- CG：オムニバス・ジャパン
- 撮影協力：笠間市フィルムコミッション[23]